# 隠首
隠首（おんしゅ）とは、律令制において戸籍や計帳から欠落している者及び浮浪の者が自主的に名乗り出て編附（登録）されること。和訓では「かくれたるがあらわれ」と読む。

## 概要
律令国家においては、戸籍・計帳は公民支配の基礎となるもので、そこから逸脱して浮浪となり、山野や他の土地に逃げ込むことは租税収入にも影響するため、その浮浪を官が把握した場合、現時点の居住地で編附するか、元の本貫に送還するかの措置を取った。隠首は前者に相当する。
これに対して官司の摘発によって登録された者を括出（かっしゅつ）、一度浮浪となった者が元の戸籍に復帰することを走還（そうかん）と呼ぶ。これら3者は実質的には大差がなく、これに伴う戸籍人口の増加は国司・郡司の考課にも反映された（考課令）。また、「隠首帳」「括出帳」などの帳簿も作成されていた。また、隠首には故意もしくは官司の過失によって戸籍の記載から漏れてしまった者が、申請によって戸籍に編附されるケースも含まれていた。
養老律令に規定があったが、実際には大宝律令施行期である霊亀3年（726年）が記録上最古である。本来は課役負担者の確保が趣旨であったが、平安時代に入ると隠首・括出は地方より税負担の軽い畿内に移住するための法の抜け穴として利用され、中には他者の戸籍に入って口分田や蔭位を不正に獲得する者まで出現した（京戸、特に藤原氏をはじめとする貴族が属する氏の戸籍に入りこんだ場合、王権への奉仕と引換に政治的・社会的地位を享受するという律令国家における貴族の存在を揺るがしかねなかった）。
このため、延暦19年（800年）に一旦、京および畿内での隠首・括出の禁止が出されて走還のみが認められることになるが、反面浮浪の増加をもたらすことになる。大同元年（806年）には復活し、更に斉衡2年（855年）に再度、隠首・括出が禁止された。